# 大顶子山 (长春)
大顶子山，位于吉林省长春市南关区、净月经济开发区、双阳区分界点，是长春市城区的最高点。海拔406米。
大顶子山属于长春市区东南部低山丘陵的一部分，属大黑山系。大顶子山为侏罗纪死火山，岩石为花岗岩、安山岩等。久经侵蚀，已成浑圆状。广布森林。
从新立城镇友好村的贺家屯东沟（即7社），沿着机耕道约1500米可从大顶子山西麓登顶，比高130米。从长青公路可驾驶越野车直接从大顶子山东麓登顶。大顶子山峰顶建有森林防火观测塔一座。